# Engelhardt Katalin
Engelhardt Katalin (Mezőhegyes, 1971. március 17. –)  paralimpiai bajnok, világbajnok, kétszeres Európa-bajnok paraúszó, sportmenedzser. 

## Sportpályafutása

### Úszás
Hatévesen került a fővárosi Mozgásjavító Általános Iskolába, ahol kötelező volt az úszás, itt ismerkedett meg a sportággal. 1991 óta vesz részt nemzetközi versenyeken. S6, S1-6, S5, SM5 és SB6 sérültségi kategóriákban versenyez. 
A magyar paralimpiai úszóválogatott egyik legrutinosabb tagja, Rióval bezárólag összesen hét paralimpián vett részt nagy sikerrel.
Első komolyabb nemzetközi sikerét rögtön első paralimpiáján, Barcelonában aratta, fő számában, 50 m pillangón ezüstérmet szerzett, ezenkívül a 4 × 50 méteres gyorsváltó tagjaként pontszerző, ötödik helyezést ért el. Két évvel később a máltai világbajnokságon a 4 × 50 méteres vegyesváltó tagjaként világbajnok lett, egyéniben 200 m vegyesen és 100 m mellen a dobogó harmadik fokára állhatott, míg S6-os kategóriában 50 m pillangón és 200 m vegyesen negyedik helyezést ért el. 1995-ben a franciaországi Perpignanban rendezett Európa-bajnokságon 200 vegyesen megnyerte a kontinensviadalt, a 4 × 50 m vegyesváltó tagjaként pedig bronzérmet szerzett. 
Pályafutása legnagyobb sikerét a 4 × 50 méteres gyorsváltó tagjaként aratta, mellyel Atlantában paralimpiai bajnoki címet szerzett. Egyéniben 50 m pillangón és 200 m vegyesen egy-egy bronzéremmel gyarapította éremgyűjteményét, valamint két számban, 50 gyorson és 100 mellen negyedik lett. Az 1997-es badajozi Európa-bajnokságon 50 m gyorson és 50 m pillangón egy-egy bronzérmet szerzett. Az új-zélandi világbajnokságon 1998-ban kétszer volt második, 50 m pillangón és 200 vegyesen. A braunschweigi kontinens tornán 100 m mellen ő bizonyult a legjobbnak, míg 50 pillangón és 200 m vegyesen egy-egy bronzéremnek örülhetett. A sydney-i paralimpián ismét érmet tudott szerezni, harmadik helyezést ért el 50 pillangón. Két évvel később az Argentínában rendezett világbajnokságon 50 pillangón és 200 vegyesen is bronzérmes lett. Az athéni paralimpián 50 m pillangón harmadik lett. 2006-ban a durhami világbajnokságon 200 m vegyesen lett második. A 2009-ben Reykjavíkban rendezett Európa-bajnokságon ismét bizonyította, hogy még mindig a legjobbak között van, 50 m pillangón és a 4 × 50 m-es vegyesváltóval is ezüstérmet szerzett. 
A 2010-es VB-n többször ért el pontszerző helyezést. Egy évvel később, a berlini Európa-bajnokságon a 4x50-es gyorsváltó tagjaként ismét dobogóra állhatott, bronzérmet szerzett. A 2013-as világbajnokságon pontszerző helyeken végzett, míg az eindhoveni megmérettetésen a kontinens harmadik legjobb úszója lett 200 m vegyesen. A 2015 és 2016-os év világversenyeit pontszerző helyeken fejezte be.

### Erőemelés
2016 novemberében csoporttársával és gyermekkori barátnőjével, Ráczkó Gittával úgy döntöttek, kipróbálják magukat egy számukra teljesen új sportágban, az erőemelésben. Zachár Attila edző segítségével Kata a 49 kg-osok mezőnyében elindult az országos bajnokságon, ahol harmadik próbálkozásra 39 kg-ot sikerült megemelnie, mellyel nemcsak magyar bajnok lett, de új országos csúcsot is elért élete első versenyén.

## Eredményei
- Paralimpiai bajnok (1996)
- Világbajnok (1994)
- Kétszeres Európa-bajnok (1995, 1998)
- Paralimpiai ezüstérmes (1992)
- Négyszeres paralimpiai bronzérmes (1996, 2000, 2004)
- Négyszeres világbajnoki ezüstérmes (1994, 1998, 2006)
- Háromszoros világbajnoki bronzérmes (1994, 2002)
- Kétszeres Európa-bajnoki ezüstérmes (2009)
- Hétszeres Európa-bajnoki bronzérmes (1995, 1997 2x, 1999, 2011, 2014)
- Magyar bajnok erőemelésben (2016)

## Tanulmányai
1996-ban végzett az akkori Nemzeti Közigazgatási Egyetem társadalombiztosítás szakán, majd a Testnevelési Egyetem sportmenedzser szakán szerzett diplomát.

## Magánélete
Példaképének tartott édesanyját 2012-ben, a londoni paralimpia előtt néhány hónappal veszítette el. Többek között ez sarkallta arra, hogy református hitre térjen.
Gyerekkora óta szoros barátságot ápol csapat- és klubtársával, a szintén paralimpiai bajnok Ráczkó Gittával. Szilánkos sípcsonttörése óta teljes mértékben kerekesszékbe kényszerült, Gitta segítsége nélkül nem tudta volna megoldani a 2015-ös glasgow-i világbajnokságra való felkészülést, aki önzetlen segítségnyújtásáért a Magyar Olimpiai Bizottságtól Fair Play Cselekedet Diplomát kapott.

## Film
2016-ban mutatták be azt az 50 perces dokumentumfilmet, amelyben Becsey János, Dani Gyöngyi, Ráczkó Gitta és Szekeres Pál mellett az ő élettörténete is szerepel, bemutatva a magyar parasport történetét és sikereit.

## Díjai, elismerései
- Magyar Köztársasági Érdemrend kiskeresztje (polgári tagozat) (1996)[8]
- Mozgáskorlátozottak Egyesületeinek Országos Szövetsége (MEOSZ) bronzérme (1996)[9]
- Az Év Sportolója (1998)[8]
- Az Év Sportolója (1999)[8]
- Mezőkovácsháza Városért (2000)[8]
- „Békés Megye Testkultúrájáért” elismerés[10]
- Magyar Úszó Szövetség tiszteletbeli tagja (2002)[11]
- Köztársasági elnöki elismerés (2004)[12]
- Miniszteri elismerő oklevél (2012)[13]
- Halassy Olivér-díj (2016)[14]
- Csík Ferenc-díj (2021)[15]